# Senselberg
Senselberg est un hameau de la ville de Saint-Trond dans la section de Zepperen situé à l'est de la chaussée d'Hasselt entre Melveren et Cortenbosch. 
Le hameau se compose d'un certain nombre de rues bordées d'habitation. Dans les années 1920, il y eut une halte de train sur la ligne 21 du chemin de fer entre Saint-Trond et Hasselt. 
Au nord-ouest de Senselberg se trouve le château de Nieuwenhoven et le domaine provincial Nieuwenhoven. 

## Histoire
La bataille de Senselberg a eu lieu dans le hameau le 17 août 1914. Cela consistait en une attaque des Leibgrenadiers allemands sur un escadron à cheval au repos belge. Dix Belges et un ancien aubergiste ont été tués. Les journaux des occupants parlent alors d'une grande victoire, au cours de laquelle 80 personnes seraient mortes et 300 prisonniers faits.